# 동백 (후한)
동백(董白, 176년 이후 - 192년?)은 중국 후한말의 여성으로, 동탁의 손녀이다.

## 생애
초평 원년(190년), 할아버지 동탁이 장안으로 천도를 실시했을 때, 동백은 아직 15세 미만으로 비녀도 꽂지 않았음(=성년하지 않았음)에도 불구하고, 위양군에 봉해져 영지를 수여받았다. 영지를 수령받은 동백은 도위와 중랑장들을 거느렸고, 사촌인 동황(동탁의 조카)로부터 인수를 받았다.。
몰년에 대한 기술은 남아 있지 않지만, 왕윤이 동씨를 멸족할 때 90세가 된 동탁의 어머니(동백의 증조할머니)도 다른 일족과 마찬가지로 처형되었다는 기술을 보면, 이때 다른 일족과 마찬가지로 처형된 것으로 추정된다.